# Obnova
Obnova (bulgariska: Обнова) är ett distrikt i Bulgarien.   Det ligger i kommunen Obsjtina Levski och regionen Pleven, i den centrala delen av landet, 160 km nordost om huvudstaden Sofia.
Trakten runt Obnova består till största delen av jordbruksmark. Runt Obnova är det ganska glesbefolkat, med 27 invånare per kvadratkilometer.